# 1682
Il 1682 (MDCLXXXII in numeri romani) è un anno  del XVII secolo.

## Eventi

### Per luogo

#### Africa
- 19 luglio – Iyasus succede a suo padre Giovanni I d'Etiopia come Negus.

#### America
- 7 aprile – L'esploratore René Robert Cavelier de La Salle, che risaliva con una piccola nave e 40 marinai i fiumi del Nordamerica, raggiunge l'imboccatura del fiume Mississippi.
- 9 aprile – All'imboccatura del fiume Mississippi, nei pressi dell'odierna Venice, Louisiana, Roberto de La Salle sotterra una piastra incisa ed una croce, reclamando l'intero territorio del bacino fluviale per la Francia di Re Luigi XIV, con il nome "La Louisiane".
- 27 ottobre – William Penn fonda la città di Filadelfia, nell'odierno stato nordamericano di Pennsylvania.

#### Europa
- 6 maggio – Luigi XIV di Francia muove la sua corte a Versailles.
- 10 maggio – A Ripatransone (in provincia di Ascoli Piceno) un fuochista improvvisò uno spettacolo in sella al suo cavallo, dando origine all'annuale rievocazione storica del Cavallo di fuoco, diventata ormai molto famosa.
- 11 maggio – Rivolta di Mosca del 1682: un gruppo di rivoltosi occupa il Cremlino e lincia i capi boiardi ed i comandanti militari.
- Arrivo dei primi schiavi neri in Germania.

### Per argomento

#### Astronomia
- 15 settembre – XXVI passaggio noto della cometa di Halley al perielio, osservata dallo stesso astronomo Edmund Halley, che la collega matematicamente ed orbitalmente ai suoi tre precedenti passaggi. (evento astronomico 1P/1682 Q1)

#### Geologia
- 12 agosto – Il Vesuvio inizia un periodo di attività vulcanica che durerà per dieci giorni.

## Nati

### Gennaio
- 4 gennaio - Jacopo Facciolati, poeta, scrittore e latinista italiano († 1769)
- 8 gennaio - Gaspare Antonio Baroni Cavalcabò, pittore italiano († 1759)
- 16 gennaio - Manuel de Benavides y Aragón, diplomatico e politico spagnolo († 1748)
- 23 gennaio - Johann Benjamin Thomae, scultore e ebanista tedesco († 1751)
- 25 gennaio - Niccolò Coscia, cardinale e arcivescovo cattolico italiano († 1755)
- 26 gennaio - Benjamin Lay, attivista inglese († 1759)

### Febbraio
- 4 febbraio - Johann Friedrich Böttger, chimico, inventore e alchimista tedesco († 1719)
- 11 febbraio - Johann Jacob Bach, musicista e compositore tedesco († 1722)
- 21 febbraio - Filippo Balatri, sopranista italiano († 1756)
- 23 febbraio - Cristiano di Sassonia-Weissenfels, duca († 1736)
- 25 febbraio - Giovanni Battista Morgagni, medico, anatomista e patologo italiano († 1771)

### Marzo
- 4 marzo - Ernesto Ferdinando di Brunswick-Bevern, militare tedesco († 1746)
- 6 marzo - Johann Philipp von Hattorf, politico tedesco († 1737)
- 10 marzo - Guglielmo VIII d'Assia-Kassel, nobile († 1760)
- 11 marzo - Carlo di Württemberg-Bernstadt, generale prussiano († 1745)
- 14 marzo - Francesco Conti, pittore italiano († 1760)
- 17 marzo - Henry Bentinck, I duca di Portland, politico inglese († 1726)
- 29 marzo - Matteo Ripa, missionario italiano († 1746)

### Aprile
- 1º aprile - Pierre-Joseph Thoulier d'Olivet, grammatico, traduttore e abate francese († 1768)
- 3 aprile - Valentin Rathgeber, monaco cristiano, compositore e organista tedesco († 1750)
- 6 aprile - Giovanna Carlotta di Anhalt-Dessau, nobile († 1750)
- 7 aprile - Francesco d'Aguirre, giurista italiano
- 7 aprile - Nicola Grassi, pittore italiano († 1748)
- 11 aprile - Carlo Vincenzo Maria Ferrero Thaon, cardinale e vescovo cattolico italiano († 1742)
- 11 aprile - Jean-Joseph Mouret, compositore francese († 1738)
- 15 aprile - Jan van Huysum, pittore e disegnatore olandese († 1749)
- 16 aprile - John Hadley, matematico britannico († 1744)
- 20 aprile - Benedetto Fioravante, presbitero e numismatico italiano († 1737)
- 23 aprile - Giorgio Guzzetta, presbitero italiano († 1756)
- 27 aprile - Claudine Guérin de Tencin, scrittrice francese († 1749)

### Maggio
- 2 maggio - Federico Guglielmo I di Schleswig-Holstein-Sonderburg-Beck, nobile e militare tedesco († 1719)
- 3 maggio - Giacomo Cassetti, scultore italiano († 1757)
- 12 maggio - Francesco Bianchi, architetto italiano († 1742)
- 17 maggio - Bartholomew Roberts, pirata britannico († 1722)
- 20 maggio - Ursin Durand, storico e monaco cristiano francese († 1771)
- 26 maggio - John Drummond, II conte di Melfort, nobile scozzese († 1754)
- 29 maggio - Charles Bruce, IV conte di Elgin, nobile scozzese († 1747)

### Giugno
- 1º giugno - Carlo Collicola, cardinale italiano († 1730)
- 15 giugno - Franz Georg von Schönborn, arcivescovo cattolico tedesco († 1756)
- 17 giugno - Carlo XII di Svezia, sovrano († 1718)
- 20 giugno - Eleonore von Lobkowicz, nobile boema († 1741)

### Luglio
- 1º luglio - Aurelia d'Este, nobile († 1719)
- 3 luglio - Albertina Federica di Baden-Durlach, principessa tedesca († 1755)
- 4 luglio - Amédée François Frézier, ingegnere francese († 1773)
- 9 luglio - Francesco Landi, cardinale e arcivescovo cattolico italiano († 1757)
- 9 luglio - Guglielmo di Nassau-Zuylestein, II conte di Rochford, militare inglese († 1710)
- 10 luglio - Roger Cotes, matematico inglese († 1716)
- 20 luglio - Michele Federico Althann, cardinale e vescovo cattolico tedesco († 1734)
- 25 luglio - Jacopo Bartolomeo Beccari, chimico italiano († 1766)
- 31 luglio - Ignazio Visconti, gesuita italiano († 1755)

### Agosto
- 2 agosto - Antonio Lucci, vescovo cattolico italiano († 1752)
- 3 agosto - George Werner, architetto tedesco († 1758)
- 15 agosto - Annibale Albani, cardinale e vescovo cattolico italiano († 1751)
- 16 agosto - Luigi di Borbone-Francia, nobile francese († 1712)

### Settembre
- 2 settembre - Juan Antonio de Vizarrón y Eguiarreta, arcivescovo cattolico spagnolo († 1747)
- 23 settembre - Carlo I d'Assia-Philippsthal, nobile († 1770)
- 26 settembre - Giulio Fagnano dei Toschi, matematico italiano († 1766)

### Ottobre
- 2 ottobre - Matteo Franzoni, doge († 1767)
- 6 ottobre - Frans Boudewijns, pittore e disegnatore fiammingo († 1767)
- 6 ottobre - Bruno Mauricio de Zabala, militare spagnolo († 1736)
- 12 ottobre - Georg Anton Gumpp, architetto austriaco († 1754)
- 12 ottobre - Paolo Soratini, architetto e religioso italiano († 1762)
- 14 ottobre - Michael Heinrich Gribner, giurista tedesco († 1734)
- 18 ottobre - Louis-François Delisle de La Drevetière, drammaturgo francese († 1756)
- 19 ottobre - Francesco Polazzo, pittore italiano († 1752)
- 20 ottobre - Maria Crescentia Höss, religiosa tedesca († 1744)

### Novembre
- 6 novembre - Alessandro Borgia, arcivescovo cattolico e storico italiano († 1764)
- 16 novembre - Johann Ludwig Frey, teologo e storico svizzero († 1759)
- 27 novembre - Giuseppe Monti, botanico italiano († 1760)
- 28 novembre - Betty Parris († 1760)

### Dicembre
- 2 dicembre - Domenico Silvio Passionei, cardinale e arcivescovo cattolico italiano († 1761)
- 21 dicembre - Calico Jack, pirata britannico († 1720)
- 23 dicembre - James Gibbs, architetto e teorico dell'architettura scozzese († 1754)
- 27 dicembre - Jean Thierry du Mont, conte di Gages, generale francese († 1753)

### Senza giorno specificato
- Christian Ferdinand Abel, gambista e violoncellista tedesco († 1737)
- Afife Kadin,  ottomana
- Jacopo Amigoni, pittore italiano († 1752)
- Giacobbe Cervetto, violoncellista italiano († 1783)
- Paolo Benedetto Bellinzani, compositore italiano († 1757)
- Grazio Braccioli, letterato, librettista e giurista italiano († 1752)
- Archibald Campbell, III duca di Argyll, politico, avvocato e militare scozzese († 1761)
- Michele Cotumacci, musicista italiano († 1750)
- Letitia Cross, attrice teatrale e cantante inglese († 1737)
- Jean-François Dandrieu, musicista, organista e clavicembalista francese († 1738)
- Jean-Baptiste Desmarets, generale francese († 1762)
- Ephraim Gerhard, giurista e storico della filosofia tedesco († 1718)
- James Graham, I duca di Montrose, politico scozzese († 1742)
- Giovanni Battista Grone, pittore e scenografo italiano († 1748)
- Jan Jozef Horemans il Vecchio, pittore fiammingo († 1759)
- Giovanni Domenico Lombardi, pittore italiano († 1751)
- Bernardino Mercoli, pittore e scultore svizzero († 1746)
- Johan Gustaf Renat, cartografo e militare svedese († 1744)
- Girolamo Rossi, incisore italiano († 1762)
- Pierre Sabatier, letterato francese († 1742)
- Giacomo Giuseppe Saratelli, organista e compositore italiano († 1762)
- Catherine Shorter, nobildonna inglese († 1737)
- Jocelyn Sidney, VII conte di Leicester, nobile inglese († 1743)
- Joseph Smith, banchiere, collezionista d'arte e diplomatico inglese († 1770)
- Alfonso Torreggiani, architetto italiano († 1764)
- William Villiers, II conte di Jersey, nobile inglese († 1721)

## Morti

### Gennaio
- 1º gennaio - Jacob Kettler, duca (n. 1610)
- 3 gennaio - Olof Verelius, storico svedese (n. 1618)
- 13 gennaio - Francesco Cozza, pittore italiano (n. 1605)
- 22 gennaio - Carlo della Palma, vescovo cattolico italiano (n. 1614)

### Febbraio
- 2 febbraio - Jean Le Pautre, incisore francese (n. 1618)
- 5 febbraio - Maria Antonia Colonna, religiosa italiana (n. 1634)
- 15 febbraio - Claudio de La Colombière, gesuita e scrittore francese (n. 1641)
- 15 febbraio - Gu Yanwu, scrittore e filologo cinese (n. 1613)
- 18 febbraio - Baldassare Longhena, architetto e scultore italiano
- 19 febbraio - Federico d'Assia-Darmstadt, cardinale e vescovo cattolico tedesco (n. 1616)
- 25 febbraio - Alessandro Stradella, compositore italiano (n. 1643)

### Marzo
- 3 marzo - Humprecht Johann Czernin von und zu Chudenitz, nobile e diplomatico boemo (n. 1628)
- 8 marzo - Ottavio Ferrari, archeologo, filologo e bibliotecario italiano (n. 1607)
- 13 marzo - Dorotea Augusta di Holstein-Gottorp, nobile tedesca (n. 1602)
- 14 marzo - Gabriello Brunelli, scultore italiano (n. 1615)
- 14 marzo - Jacob van Ruisdael, pittore olandese
- 18 marzo - Arcangelo Tipaldi, vescovo cattolico italiano (n. 1618)
- 24 marzo - Federico di Württemberg-Neuenstadt, duca (n. 1615)
- 29 marzo - Roger Boyle, II conte di Orrery, politico irlandese (n. 1646)

### Aprile
- 1º aprile - Franz Egon von Fürstenberg-Heiligenberg, vescovo cattolico, abate e generale tedesco (n. 1626)
- 3 aprile - Bartolomé Esteban Murillo, pittore spagnolo (n. 1618)
- 4 aprile - Micheł Kazimierz Pac, nobile (n. 1624)
- 14 aprile - Avvakum, religioso e scrittore russo (n. 1621)
- 16 aprile - Francesco Cascio, religioso e missionario italiano (n. 1600)
- 23 aprile - Carlo Settala, vescovo cattolico italiano
- 27 aprile - Antoine Dadin de Hauteserre, giurista e storico francese (n. 1602)

### Maggio
- 7 maggio - Fëdor III di Russia, sovrano (n. 1661)
- 12 maggio - Michelangelo Ricci, cardinale e matematico italiano (n. 1619)
- 28 maggio - Gaston-Henri de Bourbon-Verneuil (n. 1601)
- 30 maggio - Thomas Case, religioso inglese (n. 1598)

### Giugno
- 2 giugno - Francis Gage, presbitero britannico (n. 1621)
- 15 giugno - Francesco Buti, poeta e librettista italiano (n. 1604)
- 27 giugno - Ikeda Mitsumasa, militare giapponese (n. 1609)

### Luglio
- 12 luglio - Jean Picard, abate e astronomo francese (n. 1620)

### Agosto
- 10 agosto - Giovanni Sagredo, ambasciatore italiano (n. 1616)
- 24 agosto - John Maitland, I duca di Lauderdale, nobile e politico britannico (n. 1616)
- 24 agosto - Marie Charlotte de La Trémoille, nobildonna francese (n. 1632)

### Settembre
- 7 settembre - Juan Caramuel y Lobkowitz, vescovo cattolico e matematico spagnolo (n. 1606)
- 8 settembre - Stefano Brancaccio, cardinale e arcivescovo cattolico italiano (n. 1618)
- 22 settembre - Jean-Boniface Festaz, filantropo e politico italiano (n. 1623)

### Ottobre
- 5 ottobre - Flaminio Taja, cardinale italiano (n. 1600)
- 7 ottobre - Ludovico Buglio, missionario, gesuita e sinologo italiano (n. 1606)
- 19 ottobre - Thomas Browne, filosofo e scrittore britannico (n. 1605)
- 29 ottobre - Baptist Noel, III visconte Campden, politico inglese (n. 1611)

### Novembre
- 2 novembre - Francis Browne, III visconte Montagu, nobile inglese (n. 1610)
- 5 novembre - Tommaso de Sarria, arcivescovo cattolico spagnolo (n. 1606)
- 13 novembre - Agostino Favoriti, poeta, presbitero e latinista italiano (n. 1624)
- 23 novembre - Claude Lorrain, pittore francese (n. 1600)

### Dicembre
- 7 dicembre - Maria Pico della Mirandola, nobile italiana (n. 1613)
- 12 dicembre - Johann Maximilian von Lamberg, nobile, diplomatico e politico austriaco (n. 1608)
- 13 dicembre - Aegidius Strauch II, teologo e matematico tedesco (n. 1632)
- 29 dicembre - Ulrich Schmid, condottiero e politico svizzero (n. 1626)

### Senza giorno specificato
- Kiyohara Yukinobu, pittrice giapponese (n. 1643)
- Johannes van der Aack, pittore olandese (n. 1637)
- Giacomo Agostinetti, scrittore italiano (n. 1597)
- Alonso de Alcalá y Herrera, poeta spagnolo (n. 1599)
- Jacopo Baccarini, pittore italiano (n. 1605)
- Christian Adolf Balduin, alchimista tedesco (n. 1632)
- Luigi Battiferri, compositore e organista italiano
- Johann Joachim Becher, alchimista, chimico e economista tedesco (n. 1635)
- Niccolò Berrettoni, pittore italiano (n. 1637)
- Carlo Amedeo Botto, intagliatore e religioso italiano (n. 1639)
- Carlo Cesi, pittore e incisore italiano (n. 1622)
- Thomas Delavall, ufficiale inglese (n. 1620)
- Nikita Konstantinovič Dobrynin, religioso russo
- Adriaan Dortsman, architetto olandese (n. 1635)
- Cornelius Essex, pirata inglese
- Giuseppe Maria Figatelli, matematico e religioso italiano (n. 1611)
- Heneage Finch, I conte di Nottingham, nobile inglese (n. 1621)
- Cecilio Folli, medico italiano (n. 1614)
- Jan Hendrik Glazemaker, traduttore olandese (n. 1619)
- Ngawang Lozang Gyatso, monaco buddhista tibetano (n. 1617)
- Pieter Janssens Elinga, pittore olandese (n. 1623)
- David Leslie, politico scozzese (n. 1600)
- Pietro Paolo Lippi, pittore italiano
- Jusepe Martínez, pittore spagnolo (n. 1602)
- Antoine Rossignol, crittologo francese (n. 1600)
- Giovanni Francesco Savaro, scrittore e oratore italiano (n. 1610)
- Stefano da Cesena, religioso e teologo italiano (n. 1605)
- Giovanni Battista Trabattone, compositore italiano
- Huijbregt van de Venne, pittore olandese (n. 1634)
- Richard White, matematico e fisico britannico (n. 1590)
- Abraham de Wicquefort, diplomatico e scrittore olandese (n. 1598)
- William Wright, corsaro inglese
- Giacomo Zanoni, botanico italiano (n. 1615)

## Calendario
| Calendario 1682 | Calendario 1682 | Calendario 1682 | Calendario 1682 | Calendario 1682 | Calendario 1682 | Calendario 1682 | Calendario 1682 | Calendario 1682 | Calendario 1682 | Calendario 1682 | Calendario 1682 | Calendario 1682 | Calendario 1682 | Calendario 1682 | Calendario 1682 | Calendario 1682 | Calendario 1682 | Calendario 1682 | Calendario 1682 | Calendario 1682 | Calendario 1682 | Calendario 1682 | Calendario 1682 | Calendario 1682 | Calendario 1682 | Calendario 1682 | Calendario 1682 | Calendario 1682 | Calendario 1682 | Calendario 1682 | Calendario 1682 | Calendario 1682 |
| --------------- | --------------- | --------------- | --------------- | --------------- | --------------- | --------------- | --------------- | --------------- | --------------- | --------------- | --------------- | --------------- | --------------- | --------------- | --------------- | --------------- | --------------- | --------------- | --------------- | --------------- | --------------- | --------------- | --------------- | --------------- | --------------- | --------------- | --------------- | --------------- | --------------- | --------------- | --------------- | --------------- |
|                 | 1               | 2               | 3               | 4               | 5               | 6               | 7               | 8               | 9               | 10              | 11              | 12              | 13              | 14              | 15              | 16              | 17              | 18              | 19              | 20              | 21              | 22              | 23              | 24              | 25              | 26              | 27              | 28              | 29              | 30              | 31              |                 |
| Gennaio         | Gi              | Ve              | Sa              | Do              | Lu              | Ma              | Me              | Gi              | Ve              | Sa              | Do              | Lu              | Ma              | Me              | Gi              | Ve              | Sa              | Do              | Lu              | Ma              | Me              | Gi              | Ve              | Sa              | Do              | Lu              | Ma              | Me              | Gi              | Ve              | Sa              |                 |
| Febbraio        | Do              | Lu              | Ma              | Me              | Gi              | Ve              | Sa              | Do              | Lu              | Ma              | Me              | Gi              | Ve              | Sa              | Do              | Lu              | Ma              | Me              | Gi              | Ve              | Sa              | Do              | Lu              | Ma              | Me              | Gi              | Ve              | Sa              |                 |                 |                 |                 |
| Marzo           | Do              | Lu              | Ma              | Me              | Gi              | Ve              | Sa              | Do              | Lu              | Ma              | Me              | Gi              | Ve              | Sa              | Do              | Lu              | Ma              | Me              | Gi              | Ve              | Sa              | Do              | Lu              | Ma              | Me              | Gi              | Ve              | Sa              | Do              | Lu              | Ma              |                 |
| Aprile          | Me              | Gi              | Ve              | Sa              | Do              | Lu              | Ma              | Me              | Gi              | Ve              | Sa              | Do              | Lu              | Ma              | Me              | Gi              | Ve              | Sa              | Do              | Lu              | Ma              | Me              | Gi              | Ve              | Sa              | Do              | Lu              | Ma              | Me              | Gi              |                 |                 |
| Maggio          | Ve              | Sa              | Do              | Lu              | Ma              | Me              | Gi              | Ve              | Sa              | Do              | Lu              | Ma              | Me              | Gi              | Ve              | Sa              | Do              | Lu              | Ma              | Me              | Gi              | Ve              | Sa              | Do              | Lu              | Ma              | Me              | Gi              | Ve              | Sa              | Do              |                 |
| Giugno          | Lu              | Ma              | Me              | Gi              | Ve              | Sa              | Do              | Lu              | Ma              | Me              | Gi              | Ve              | Sa              | Do              | Lu              | Ma              | Me              | Gi              | Ve              | Sa              | Do              | Lu              | Ma              | Me              | Gi              | Ve              | Sa              | Do              | Lu              | Ma              |                 |                 |
| Luglio          | Me              | Gi              | Ve              | Sa              | Do              | Lu              | Ma              | Me              | Gi              | Ve              | Sa              | Do              | Lu              | Ma              | Me              | Gi              | Ve              | Sa              | Do              | Lu              | Ma              | Me              | Gi              | Ve              | Sa              | Do              | Lu              | Ma              | Me              | Gi              | Ve              |                 |
| Agosto          | Sa              | Do              | Lu              | Ma              | Me              | Gi              | Ve              | Sa              | Do              | Lu              | Ma              | Me              | Gi              | Ve              | Sa              | Do              | Lu              | Ma              | Me              | Gi              | Ve              | Sa              | Do              | Lu              | Ma              | Me              | Gi              | Ve              | Sa              | Do              | Lu              |                 |
| Settembre       | Ma              | Me              | Gi              | Ve              | Sa              | Do              | Lu              | Ma              | Me              | Gi              | Ve              | Sa              | Do              | Lu              | Ma              | Me              | Gi              | Ve              | Sa              | Do              | Lu              | Ma              | Me              | Gi              | Ve              | Sa              | Do              | Lu              | Ma              | Me              |                 |                 |
| Ottobre         | Gi              | Ve              | Sa              | Do              | Lu              | Ma              | Me              | Gi              | Ve              | Sa              | Do              | Lu              | Ma              | Me              | Gi              | Ve              | Sa              | Do              | Lu              | Ma              | Me              | Gi              | Ve              | Sa              | Do              | Lu              | Ma              | Me              | Gi              | Ve              | Sa              |                 |
| Novembre        | Do              | Lu              | Ma              | Me              | Gi              | Ve              | Sa              | Do              | Lu              | Ma              | Me              | Gi              | Ve              | Sa              | Do              | Lu              | Ma              | Me              | Gi              | Ve              | Sa              | Do              | Lu              | Ma              | Me              | Gi              | Ve              | Sa              | Do              | Lu              |                 |                 |
| Dicembre        | Ma              | Me              | Gi              | Ve              | Sa              | Do              | Lu              | Ma              | Me              | Gi              | Ve              | Sa              | Do              | Lu              | Ma              | Me              | Gi              | Ve              | Sa              | Do              | Lu              | Ma              | Me              | Gi              | Ve              | Sa              | Do              | Lu              | Ma              | Me              | Gi              |                 |